# FK Baku
El FK Bakú (en azerí y oficialmente: FK Bakı) es un club de fútbol de Azerbaiyán, de la capital, Bakú. Fue fundado en 1997 y juega en la Liga Premier de Azerbaiyán. Hasta 2004 se llamó Dinamo Bakú.

## Historia
El club fue fundado en 1997, con el nombre de Dinamo Bakú tras la fusión del Gartal-95 con el PA Činar (equipo que esa misma temporada había ascendido a la primera división de Azerbaiyán). Su primera temporada fue, pues, en la máxima categoría, logrando el subcampeonato por detrás del FK Kapaz Gandja.

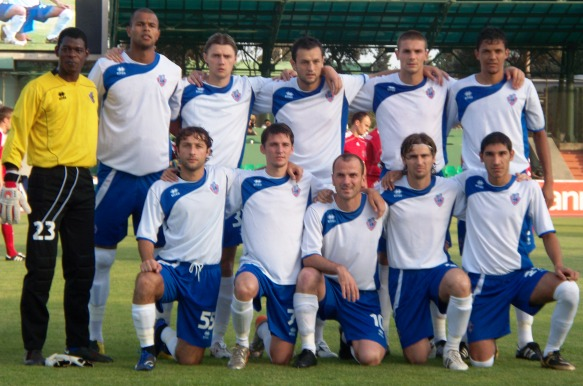
El FK Baku antes del juego por la Segunda ronda clasificatoria de la Liga de Campeones de la UEFA 2009-10 ante el Ekranas de Lituania.

En 2004 el club cambió su nombre al actual. La temporada 2004-05 conquistó su primer título, la Copa de Azerbaiyán, lo que le permitió debutar en competición europea, siendo eliminado en la primera ronda clasificatoria de la Copa de la UEFA por el FC Argeş Piteşti rumano. 
La temporada 2005-06 conquistó la liga, tras una lucha codo a codo con el FK Karvan. El FK Baku consiguió desbancar al Karvan del liderato y alzarse con su primer título liguero gracias a una racha final de ocho partidos invicto e imbatido, rematada con una victoria en la última jornada en el campo del rival ciudadano, el Inter. Ello le permitió debutar la temporada 2006-07 en la Liga de Campeones, donde fue superado en la ronda previa por el representante de Georgia, el FC Sioni Bolnisi.

### Historial reciente
| Temporada | Liga            | Pos. | Copa             | Competición europea | Competición europea |
| --------- | --------------- | ---- | ---------------- | ------------------- | ------------------- |
| 2004/05   | Yuksak Liqa (I) | 5º   | Campeón          | No disputó          | No disputó          |
| 2005/06   | Yuksak Liqa (I) | 1º   | Cuartos de final | UEFA Cup            | 1ª Ronda            |
| 2006/07   | Yuksak Liqa (I) | 3º   | Cuartos de final | Champions League    | 1ª Ronda            |
| 2007/08   | Yuksak Liqa (I) | 8º   |                  | No disputó          | No disputó          |
| 2008/09   | Yuksak Liqa (I) | 1º   |                  | Champions League    | 3ª Ronda            |

## Uniforme
- Uniforme titular: Camiseta azul y blanca a rayas horizontales, pantalón azul, medias azules.
- Uniforme alternativo: Camiseta naranja, pantalón azul.

## Jugadores

### Jugadores destacados
| - Fernando Pérez - Rafael Amirbekov - Andre Ladaga - Elvin Əliyev - Fábio - Emin Imamaliev - Leandro Gomes - Rail Melikov - Ceyhun Sultanov - Bakhtiyar Soltanov | - Jabá - Marko Šarlija - Ernad Skulić - Amiran Mujiri - Vadim Boreț - Alexei Savinov - Winston Parks - Kalidou Cissokho |

## Entrenadores
| Nombre            | Periodo | Logros         |
| ----------------- | ------- | -------------- |
| Asgar Abdullayev  | 2004–06 | Azerbaijan Cup |
| Boyukagha Hajiyev | 2006–07 | Premier League |
| Gjoko Hadžievski  | 2007–09 | Premier League |
| Cüneyt Biçer      | 2010    | Azerbaijan Cup |
| Novruz Azimov     | 2012    | Azerbaijan Cup |

## Palmarés

### Torneos nacionales
- Yuksak Liqa (2): 2005/06, 2008/09
- Copa de Azerbaiyán (3): 2004/05, 2009/10, 2011/12

## Participación en competiciones de la UEFA
| Temporada | Torneo             | Ronda            | País       | Club             | Casa | Visita      |
| --------- | ------------------ | ---------------- | ---------- | ---------------- | ---- | ----------- |
| 1998–99   | UEFA Cup           | Clasificatoria 1 | Rumania    | FC Argeş Piteşti | 0–2  | 1–5         |
| 2005–06   | UEFA Cup           | Clasificatoria 1 | Eslovaquia | MŠK Žilina       | 1–0  | 1–3         |
| 2006–07   | Champions League   | Clasificatoria 1 | Georgia    | Sioni Bolnisi    | 1–0  | 0–2         |
| 2007      | Copa Intertoto     | Clasificatoria 1 | Moldavia   | Dacia Chisinau   | 1–1  | 1–1 (p 1–3) |
| 2009–10   | Champions League   | Clasificatoria 2 | Lituania   | FK Ekranas       | 4–2  | 2–2         |
|           |                    | Clasificatoria 3 | Bulgaria   | Levski Sofia     | 0–0  | 0–2         |
|           | UEFA Europa League | Clasificatoria 4 | Suiza      | FC Basel         | 1–3  | 1–5         |
| 2010–11   | UEFA Europa League | Clasificatoria 2 | Montenegro | FK Budućnost     | 0–3  | 2–1         |
| 2012–13   | UEFA Europa League | Clasificatoria 1 | Eslovenia  | ND Mura 05       | 0–0  | 0–2         |